# 曆仁
曆仁（1238年十一月二十三日至1239年二月七日）是日本的年號之一。這個時代的天皇是四條天皇、鎌倉幕府征夷大將軍為藤原賴經、執權為北條泰時。
曆仁是日本歷史上使用最短的年號，僅2個月又14日。

## 改元
- 嘉禎四年十一月二十三日（1238年12月30日）改元曆仁
- 曆仁二年二月七日（1239年3月13日）改元延應

## 出處
《隋書·音樂志下》

## 紀年、西曆、干支對照表
| 曆仁       | 元年   | 二年   |
| 儒略曆日期 | 1238年 | 1239年 |
| 干支       | 戊戌   | 己亥   |